# Victor-Lucien-Sulpice Lécot
Victor-Lucien-Sulpice Lécot, francoski rimskokatoliški duhovnik, škof in kardinal, * 8. januar 1831, Montescourt-Lizerolles, † 19. december 1908.

## Življenjepis
24. junija 1855 je prejel duhovniško posvečenje.
3. marca 1886 je bil imenovan za škofa Dijona; 10. junija je bil potrjen in 11. julija istega leta je prejel škofovsko posvečenje.
3. junija 1890 je postal nadškof Bordeauxa; potrjen je bil 26. junija istega leta.
12. junija 1893 je bil povzdignjen v kardinala in imenovan za kardinal-duhovnika S. Pudenziana.